# キーボックス

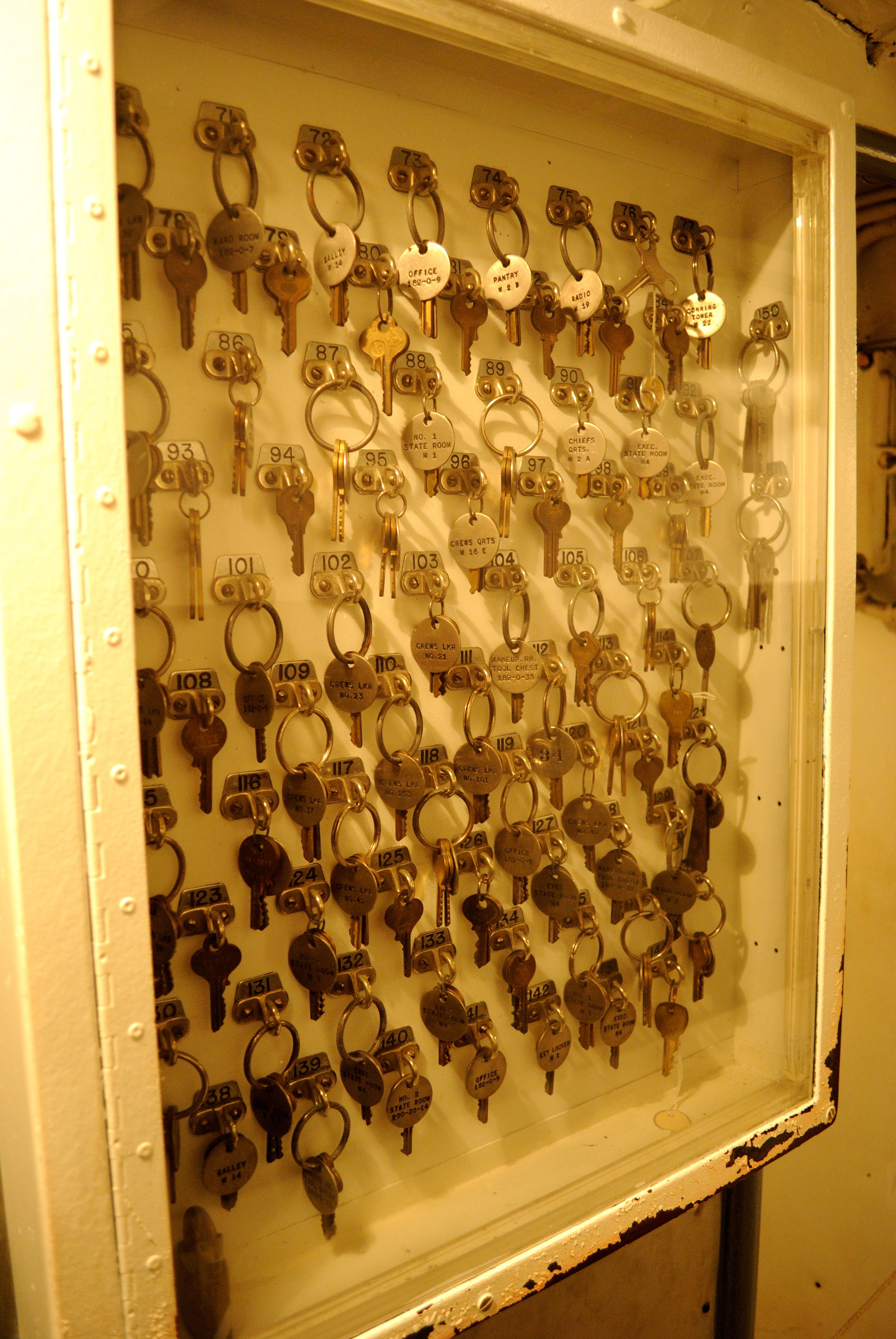
一般的なキーボックス。各鍵に用途が付され、どの鍵が使用中か一目で分かるように場所が番号管理されている

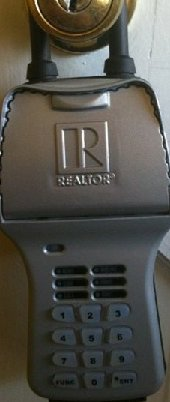
ドアノブ取付、テンキータイプのキーボックス。解除すると上部のロゴ部分が開き、中の鍵を取り出せる

キーボックス（英: Key box）とは鍵を収納する箱である。
一般には複数の鍵を保管するための箱あるいはラック、もしくは不動産業界でよく使われる「カギの番人」「キーストック」「ダイヤル南京錠」などとも呼ばれるダイヤルや数字キーで施開錠可能な箱を指す。ドアノブやレバーハンドル、フェンスなどに取り付け可能なもの、壁にネジで固定するもの、扉に掛けるタイプなどがある。